# Davide Alviti
Davide Alviti (Alatri, 5 novembre 1996) è un cestista italiano.

## Carriera

### Inizi
Inizia a giocare a basket ad Alatri, sua città natale, ed una clamorosa sconfitta contro l'Eurobasket Roma (14-101) è un punto di svolta nella vita del giovane Davide, autore di tutti i 14 punti messi a referto dalla sua squadra. Dopo quella partita venne contattato dai dirigenti dell'Eurobasket Roma che gli offrirono di trasferirsi nella capitale.

### Serie A2
Aggregato nel 2011 al settore giovanile dell'Eurobasket Roma, nella stagione 2013-2014 Alviti esordì in prima squadra, di cui faceva parte anche Gigi Datome. L'esordio avvenne il 16 marzo 2014 nella sconfitta 85-61 contro Milano, nella quale catturò 2 rimbalzi e recuperò un pallone in poco più di un minuto sul parquet.
Nel 2015 Alviti si separa dall'Eurobasket e iniziano 3 anni nei quali, ogni anno, veste una canotta diversa in A2: Mantova, Tortona e Imola. Dopo la stagione a Imola, estremamente positiva con 12.3 punti di media ai quali si aggiunge il suo grande impatto a rimbalzo, Alviti approda a Treviso in un Club che puntava alla promozione in Serie A. Così avviene, Treviso vince il campionato di A2 nella stagione 2018-2019 e Davide viene confermato anche per l'anno successivo in Serie A. Nella sua carriera da cestista, Alviti è sempre stato affiancato dall'agente italiano Enzo Garsia.

### Serie A
Dopo l'esordio contro Milano nel 2014, nella stessa stagione Alviti mette piede in campo anche contro Varese. Dopo cinque anni di attesa fa ritorno in serie A con Treviso nel 2019. L'esordio stagionale, per coincidenza, è ancora contro l'EA7 Milano. Davide conclude la stagione 2019-2020 con 5.4 punti e 2.0 rimbalzi di media.
Nell'estate 2020, l'Allianz Trieste vede in Alviti qualcosa di speciale e si garantisce le sue prestazioni sportive. Davide nelle prime partite della stagione 2020-2021 non delude la fiducia di coach Dalmasson e dopo le prime 5 partite le sue statistiche dicono 13.6 punti e 8 rimbalzi di media con il 50% da 3 punti, tra i migliori tiratori della LBA. Grazie alle sue ottime prestazioni, Alviti si guadagna la convocazione in Nazionale con la quale prende parte alle partite nella "bolla" di Tallinn per la qualificazione agli Europei del 2022.
Il 19 giugno 2021 viene annunciato il suo passaggio all'Olimpia Milano, con cui sottoscrive un contratto triennale.
Il 7 luglio 2024 firma con la Pallacanestro Varese.

## Statistiche

### Nazionale
| Cronologia completa delle presenze e dei punti in Nazionale - Italia | Cronologia completa delle presenze e dei punti in Nazionale - Italia | Cronologia completa delle presenze e dei punti in Nazionale - Italia | Cronologia completa delle presenze e dei punti in Nazionale - Italia | Cronologia completa delle presenze e dei punti in Nazionale - Italia | Cronologia completa delle presenze e dei punti in Nazionale - Italia | Cronologia completa delle presenze e dei punti in Nazionale - Italia | Cronologia completa delle presenze e dei punti in Nazionale - Italia |
| Data                                                                 | Città                                                                | In casa                                                              | Risultato                                                            | Ospiti                                                               | Competizione                                                         | Punti                                                                | Note                                                                 |
| -------------------------------------------------------------------- | -------------------------------------------------------------------- | -------------------------------------------------------------------- | -------------------------------------------------------------------- | -------------------------------------------------------------------- | -------------------------------------------------------------------- | -------------------------------------------------------------------- | -------------------------------------------------------------------- |
| 30/11/2020                                                           | Tallinn                                                              | Russia                                                               | 66 - 70                                                              | Italia                                                               | Qual. Euro 2022                                                      | 0                                                                    | [ 2 ]                                                                |
| 18/02/2021                                                           | Perm'                                                                | Italia                                                               | 92 - 84                                                              | Macedonia del Nord                                                   | Qual. Euro 2022                                                      | 8                                                                    | [ 3 ]                                                                |
| 19/02/2021                                                           | Perm'                                                                | Italia                                                               | 101 - 105 dts                                                        | Estonia                                                              | Qual. Euro 2022                                                      | 8                                                                    | [ 4 ]                                                                |
| 21/02/2021                                                           | Perm'                                                                | Macedonia del Nord                                                   | 87 - 78                                                              | Italia                                                               | Qual. Euro 2022                                                      | 7                                                                    | [ 5 ]                                                                |
| 26/11/2021                                                           | San Pietroburgo                                                      | Russia                                                               | 92 - 78                                                              | Italia                                                               | Qual. Mondiali 2023                                                  | 6                                                                    | [ 6 ]                                                                |
| 29/11/2021                                                           | Milano                                                               | Italia                                                               | 75 - 73                                                              | Paesi Bassi                                                          | Qual. Mondiali 2023                                                  | 0                                                                    | [ 7 ]                                                                |
| 24/02/2022                                                           | Hafnarfjörður                                                        | Islanda                                                              | 107 - 105 dts                                                        | Italia                                                               | Qual. Mondiali 2023                                                  | 4                                                                    | [ 8 ]                                                                |
| 27/02/2022                                                           | Bologna                                                              | Italia                                                               | 95 - 87                                                              | Islanda                                                              | Qual. Mondiali 2023                                                  | 4                                                                    | [ 9 ]                                                                |
| 22/11/2024                                                           | Reykjavík                                                            | Islanda                                                              | 71 - 95                                                              | Italia                                                               | Qual. Euro 2025                                                      | 5                                                                    | [ 10 ]                                                               |
| Totale                                                               |                                                                      | Presenze                                                             | 9                                                                    |                                                                      | Punti                                                                | 42                                                                   |                                                                      |

## Palmarès
- Campionato italiano: 2

Olimpia Milano: 2021-2022, 2022-2023
- Coppa Italia LNP: 1

Treviso Basket: 2019
- Coppa Italia: 1

Olimpia Milano: 2022